# ماسانوبو آندو
ماسانوبو آندو (انگلیسی: Masanobu Ando؛ زادهٔ ۱۹ مهٔ ۱۹۷۵) هنرپیشه و کارگردان اهل ژاپن است. 